# Komma
Komma (græsk: кόμμα = udklip, kort afsnit, af verbet koptein = at klippe ) er et skilletegn der bruges til tegnsætning. I løbende tekst udgør et komma et mindre skel end fx semikolon og punktum. Derudover anvendes komma i andre sammenhænge, for eksempel talangivelser.

## Kommatering på dansk
Reglerne for komma på dansk fastlægges af Dansk Sprognævn i Retskrivningsordbogen.
På dansk har der gennem tiden været flere kommateringssystemer. Det nuværende regelsæt afløste i 2004 to anerkendte systemer: "det nye komma" og "det traditionelle komma". Før 1996 blev det traditionelle komma kaldt "grammatisk komma", og var sidestillet med "pausekomma".
En afgørende forskel mellem de forskellige kommasystemer er håndteringen af komma før og efter ledsætninger. Selv om kommareglerne ikke længere er formuleret som to systemer med egne navne, er det fortsat valgfrit med komma før ledsætninger, det såkaldte "startkomma".

### Tidligere kommaregler

#### Grammatisk komma
Der er komma både før og efter ledsætninger. I 1996 blev denne metode omdøbt til "traditionelt komma". Reglerne svarer stort set til de nuværende hvis man vælger at sætte startkomma.

#### Nyt komma
Der er komma efter ledsætninger, men som hovedregel ikke før. Nyt komma kaldes sommetider også "enhedskomma". Reglerne svarer stort set til de nuværende hvis man vælger ikke at sætte startkomma. Nyt komma blev indført i 1996.

#### Pausekomma
Der er kun i særlige tilfælde komma ved ledsætninger.

## Idiotkomma
Betegnelse for en særlig gruppe fejlanbragte kommaer. Idiotkommaer er kommaer der automatisk sættes foran "at", "der" og "som" – som regel fordi brugeren ikke tager højde for disse ords funktion i den konkrete sætning.

## Almene kommateringsprincipper[3]
Kommatering bruges i mange sprog. Man kan skelne mellem de to grundprincipper: logisk-semantisk kommatering, som bruges i fx engelsk, hollandsk og svensk samt fransk, spansk og de øvrige romanske sprog; og grammatisk kommatering, som bruges i fx tysk, færøsk, islandsk, finsk, græsk og alle de slaviske sprog. Det logisk-semantiske princip drejer sig om at markere tekstens indholdsmæssige opbygning og modsvarer de lydlige markeringer i talesproget. Det grammatiske princip markerer først og fremmest grammatiske inddelinger i teksten. Der sættes normalt flere kommaer som følge af grammatiske kommaprincipper end logisk-semantiske principper.
Den ældste kommatering følger logisk-semantiske principper, mens det grammatiske princip opstod i de tysktalende lande i 1500-tallet og bredte sig med bogtrykkerkunsten til Danmark, hvor det lige siden har været dominerende. Det nu afskaffede pausekomma hører derimod til de logisk-semantiske systemer og har forholdsvis frie regler, mens det nye komma er et logisk-semantisk system men med faste regler. De nuværende regler kan siges at være en kombination.

## Kommaets historie
Aristofanes fra Byzantium (omkring 257 f.Kr - 180 f.Kr)  opfandt et system af theséis (latin: distinctiones) der adskilte tekstafsnit og oplyste hvor lang pausen skulle være efter et afsnit ved højtlæsning. Aristofanes var hovedbibliotekar i Alexandria og regnes som tegnsætningens far. Han benyttede et system af prikker: De længste afsnit (periodos) endte med en prik højt oppe; et mellemlangt afsnit (colon) med en prik langt nede (.), og et kort afsnit (comma) med en prik midt mellem højt og lavt (·). 
Kommaet i sin moderne skikkelse udviklede sig fra en skråstreg (/) benyttet fra 1200- til 1600-tallet for at beskrive en pause. Skråstregen (/) sank med tiden længere ned (/), og endte med at stå lidt under midterniveauet, som vi stadig ser det i dag på et komma (,). Det moderne komma blev først benyttet af typografen Aldus Manutius (født i 1450 i Sermoneta ved Rom, død i februar 1515 i Venedig), og kaldes iblandt "halvcirkulært komma". 

## Komma i en retssag
I 1916 blev den irske separatist Roger Casement dømt til døden for landsforræderi og henrettet ved hængning. Han stod tiltalt for at have brudt Treason Act fra 1351. Gennem årene var det ældgamle pergament åbnet og foldet så mange gange at dommerne ikke helt kunne skelne mellem hvad der var pennestrøg og hvad der var brudlinjer. Casements sagførere hævdede at loven ikke kunne anvendes mod ham, da den kun omhandlede kupforsøg planlagt på De britiske øer. Casement havde opholdt sig i Tyskland da planerne for oprøret i Dublin blev lagt, og var dermed ingen landsforræder ud fra lovens ordlyd. Denne argumentation var baseret på at et mærke i lovteksten var et komma der formede sætningen således at denne tolkning fremkom. Mod retssagens slutning sad to dommere i flere timer og studerede med lup to udgaver af den originale lovtekst og endte med at konkludere at forsvarerne måtte have taget fejl: "Vi tror der var et afbrud, ikke markeret med en pen, men som et resultat af sammenfoldning gennem seks århundreder." 